# Preußische Staatschaussee

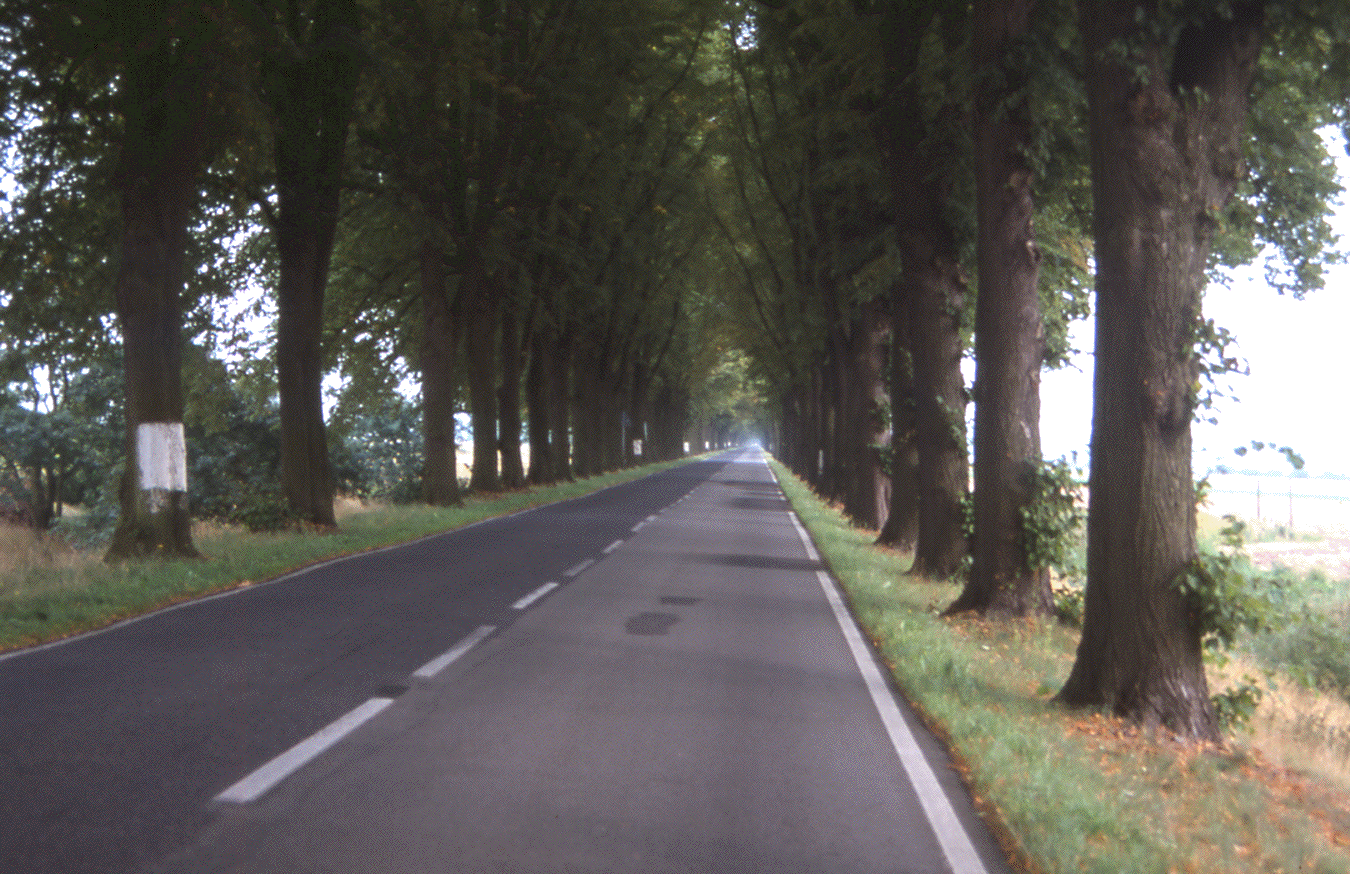
Allee in Brandenburg

Preußische Staatschausseen sind die Vorläufer der modernen deutschen Fernstraßen. Später wurden daraus Reichsstraßen, die Fernverkehrsstraßen in der DDR und heute die Bundesstraßen. Die preußischen Staatschausseen bildeten die Grundlage für das heutige moderne Fernstraßennetz Deutschlands. Obwohl die Entwicklung der Städte und Gemeinden und sich ändernden Anforderungen an das Verkehrsnetz zu diversen Modernisierungen und Streckenverlegungen führten, sind viele Trassen in ihrem originalen Verlauf erhalten geblieben.

## Vorgänger

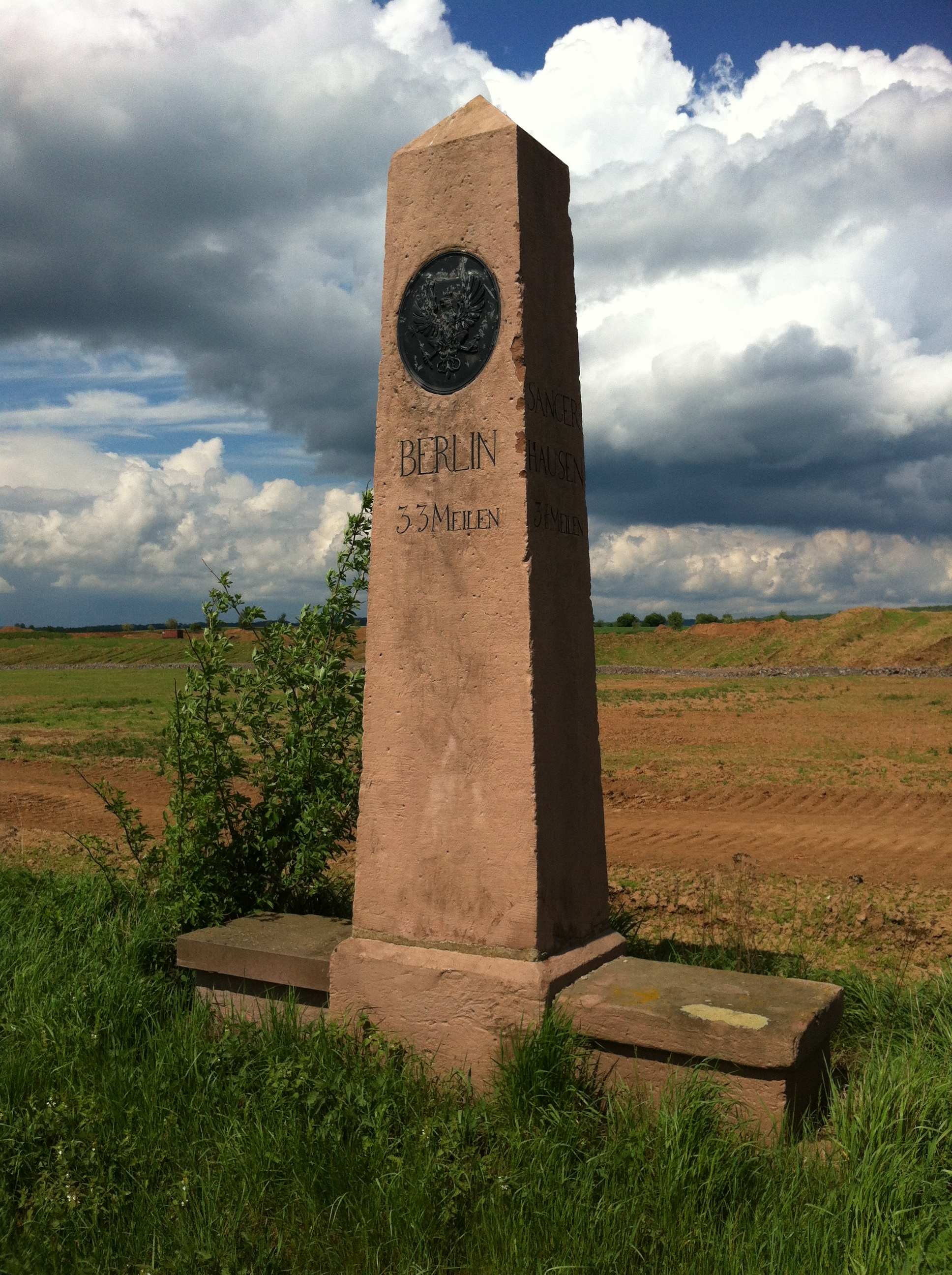
Meilenobelisk bei Nordhausen

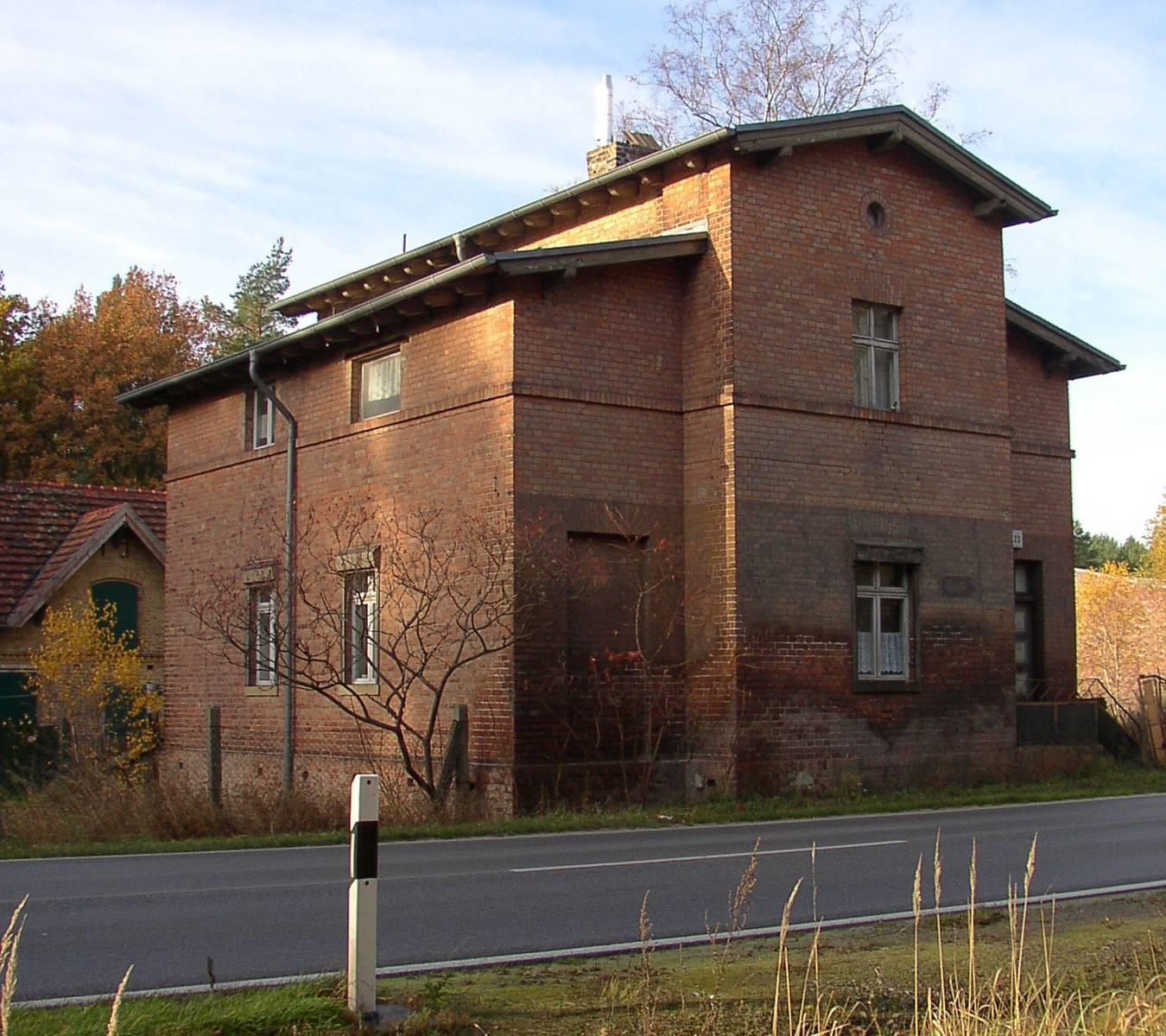
Chausseehaus in Nassenheide

Bereits in der Antike wurden auch auf dem heutigen deutschen Staatsgebiet die Metropolen mit Fernstraßen verbunden. Die Römerstraßen wiesen bereits viele Elemente moderner Straßen, wie Oberflächenbefestigungen, Entwässerung und Wegmarkierungen, auf. Im Verlauf der Geschichte gingen viele bereits vorhandene Kompetenzen in Bau, Verwaltung und Unterhalt von Verkehrswegen verloren. Vom Untergang des Römischen Reiches bis zum Beginn der Neuzeit gab es keine nennenswerten Entwicklungen im Bereich der Straßenverbindungen.
Die Verlegung von Truppen, der Transport von Handelswaren und das Reisen waren im Mittelalter mit großen Aufwendungen und Gefahren verbunden. Im Mittelalter vorhandene Heerstraßen vermieden die unberechenbaren Flusstäler und verliefen dem Gelände folgend auf höhergelegenen natürlichen Wegstrecken, den sogenannten Höhenwegen.
Erst mit dem Aufbau des Postwesens in Deutschland in Form der Kaiserlichen Reichspost und der Botenanstalten der Städte sowie der nachfolgend gegründeten Landespostanstalten entstanden auf diesen Postkursen nach und nach die Poststraßen. An diesen Fernwegen entstanden Poststationen und wurden Wegzeichen aufgestellt. Spätestens mit den ersten Versuchen zur Einführung der Fahrpost und der Postkutschen wurden die Mängel der bestehenden Straßen offensichtlich. Aber es mussten noch viele Jahre vergehen, bevor die Politik sich dieser Mängel annahm.

## Erste Chausseen – das preußische Kunststraßenprogramm bis zum Krieg gegen Napoleon

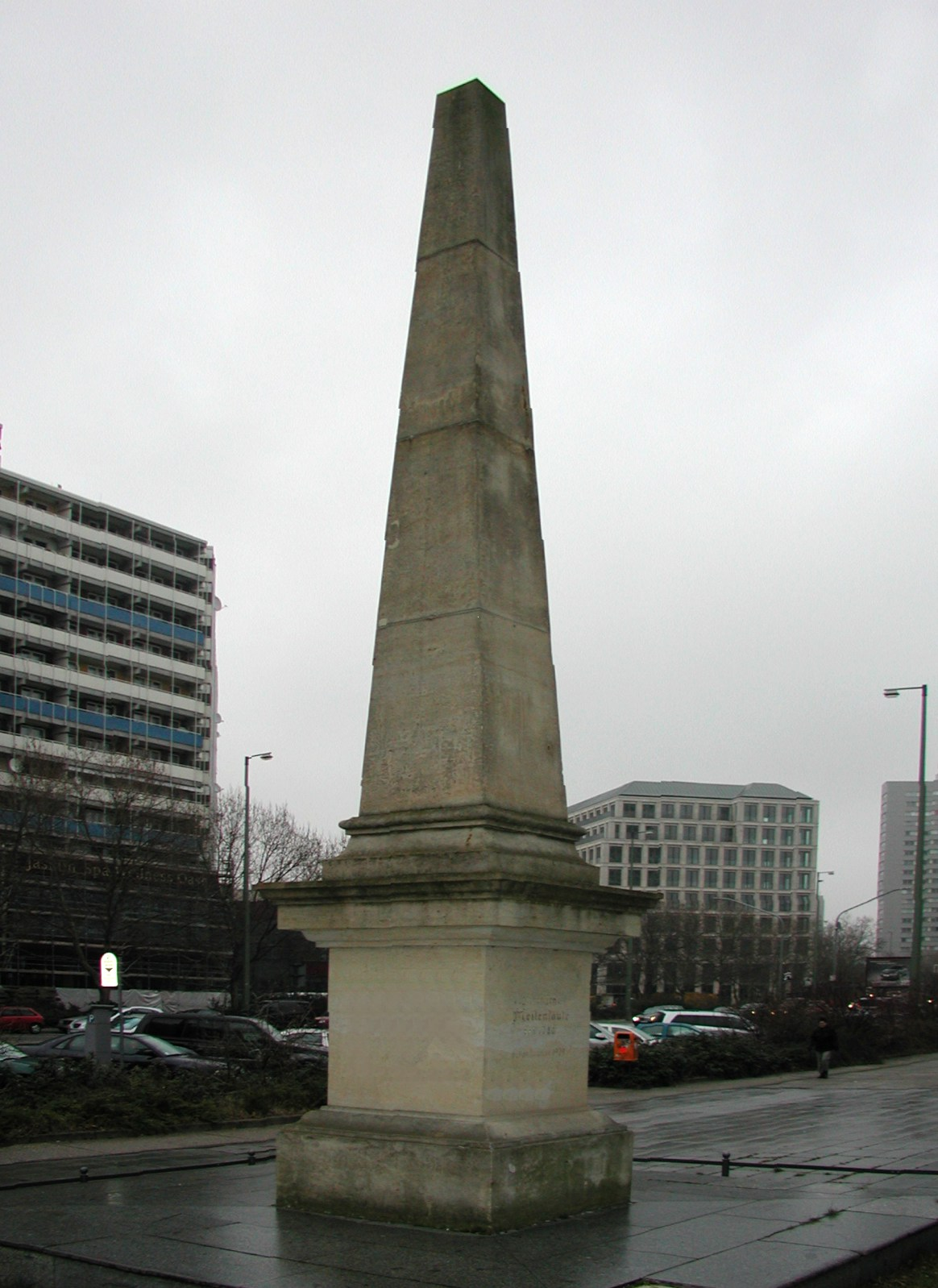
Rekonstruierter Meilenobelisk in der Leipziger Straße in Berlin

Bereits zu Zeiten König Friedrich Wilhelms I. wurden an wichtigen Wegstrecken Meilensteine in Form von Obelisken nach Vorbild der kursächsischen Postmeilensäulen aufgestellt. Aufgrund der Entfernungsmessung in Meilen (1 preußische Meile = 7,532484 km) wurden diese steinernen Stationszeichen auch als Meilensteine bezeichnet. Die Entfernungsangaben preußischer Meilensteine bezogen sich immer auch auf den Null-Meilenstein, der auf dem ehemaligen Berliner Dönhoffplatz stand.

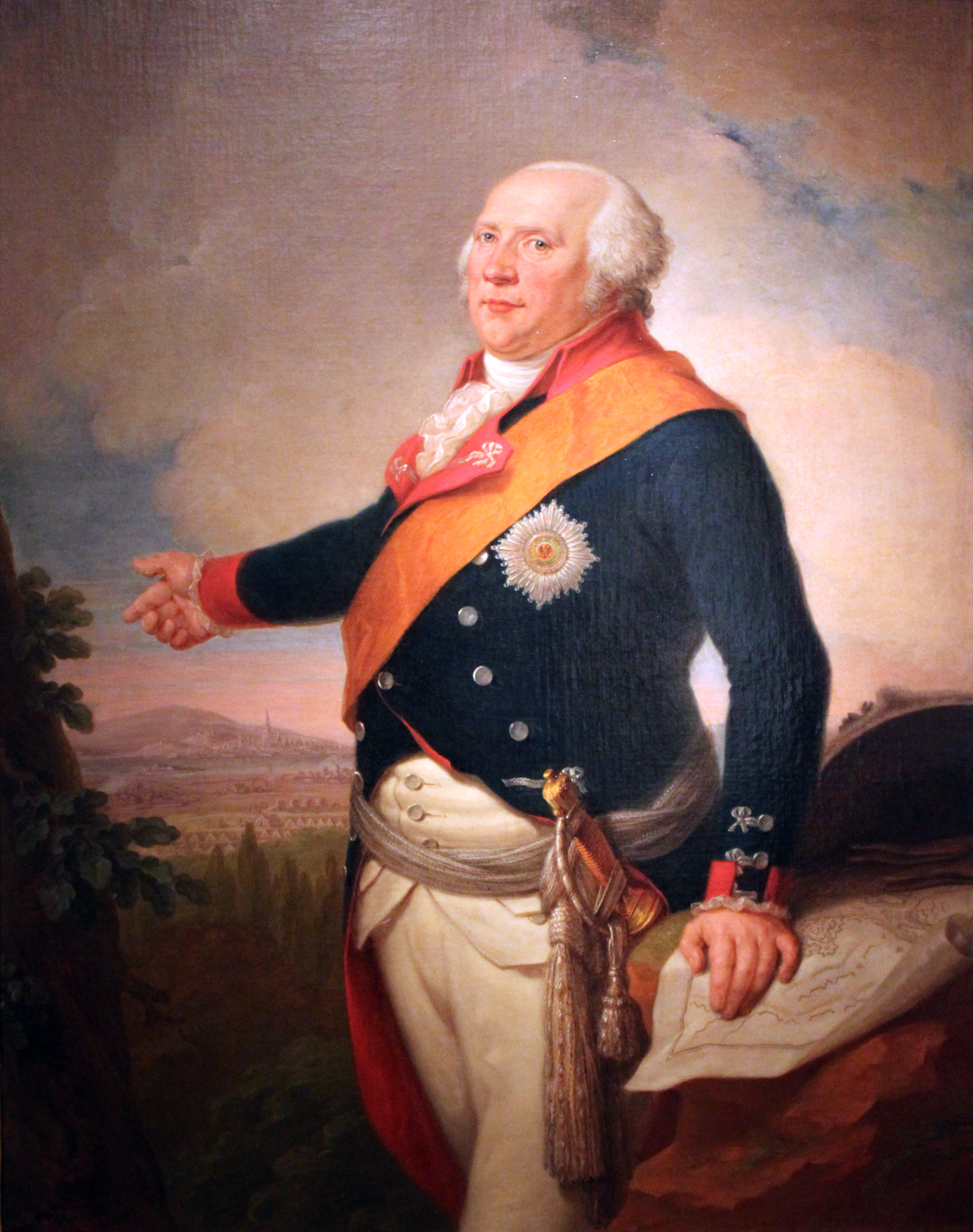
Friedrich Wilhelm II., 1797, Initiator des preußischen Kunststraßenbaus
(Deutsches Historisches Museum Berlin)

Im Jahr 1786 betrat mit Friedrich Wilhelm II. ein neuer Herrscher die politische Bühne. Das Industriezeitalter hatte ausgehend von Großbritannien auch Deutschland erreicht. Der gestiegene Warenaustausch stellte neue Anforderungen an die Verkehrs-, Kommunikations- und Handelswege.
Die erste Phase des preußischen Chausseebaus ist eng mit Alexander Friedrich Graf von der Schulenburg-Blumenberg verbunden, der in Magdeburg seinen Sitz hatte. Unter seiner Verantwortung sollte im Auftrage des Königs die dauerhafte Instandsetzung der weitestgehend unbefestigten Wegeverbindungen im Herzogtum Magdeburg erfolgen. In diesem Zusammenhang wurden auch Fernchausseen diskutiert. Da Erfahrungen im Bau dieser modernen Verkehrswege fehlten, wurden Erkundungen in den westlichen Teilen des Reiches und in Frankreich in Form von Dienstreisen durchgeführt.
Auf Initiative Schulenburgs geht auch der Bau der ersten preußischen Chaussee von Magdeburg nach Halle (Saale) und weiter zur Landesgrenze von Sachsen bei Leipzig und bis Großkugel. Der Baubeginn war 1788.
Diese Chaussee war durch gerade Streckenführung, mit Steinen befestigte gewölbte Straßendämme, Entwässerungssysteme, Baumbepflanzungen zum Sonnenschutz, einen parallel verlaufenden unbefestigten Sommerweg, sowie das Vorhandensein von Wegzeichen (Meilensteine) zur Entfernungsbestimmung und Richtungsanzeige gekennzeichnet.
Das französische Wort Chaussee wurde anfänglich nicht verwendet, auch nicht die sinngemäßen Übertragungen wie Hochweg oder Straßendamm. Dafür wurde das Wort Kunststraße geprägt. Spätestens jedoch nach der Besetzung durch Napoleon etablierte sich das Wort Chaussee auch im Deutschen.
Schulenburg nutzte seine engen Beziehungen zum König um auch anderenortes den Chausseebau zu forcieren. Fast zeitgleich mit dem Baubeginn der Chaussee Magdeburg – Leipzig begannen auch die Arbeiten an einer der Chaussee von Berlin nach Potsdam. Im Jahr 1791 erfolgte die Gründung der Generalchausseebauintendantur unter Leitung von Hanns Moritz Graf Brühl.

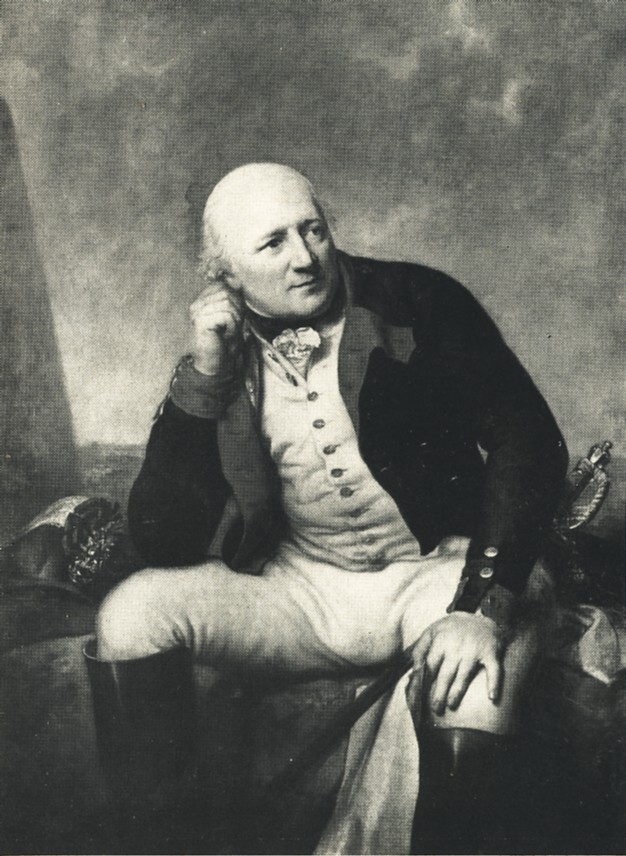
Hanns Moritz Graf Brühl Generalinspecteur der Generalchausseebauintendantur
(Gemälde von Anton Graff, 1796)

Eines der ersten Projekte der Generalchausseebauintendantur bestand in der Auswahl des Streckenverlaufs der Berlin-Potsdamer Chaussee über Zehlendorf, die durch Graf Brühl vorgenommen wurde, sowie deren Bau. In den ersten Jahren konnten durch die Generalchausseebauintendantur 212 Kilometer Chausseen gebaut werden. Durch den Krieg mit Frankreich endete dieses erste preußische Chausseebauprogramm.

## Chausseebauprogramm nach den Befreiungskriegen

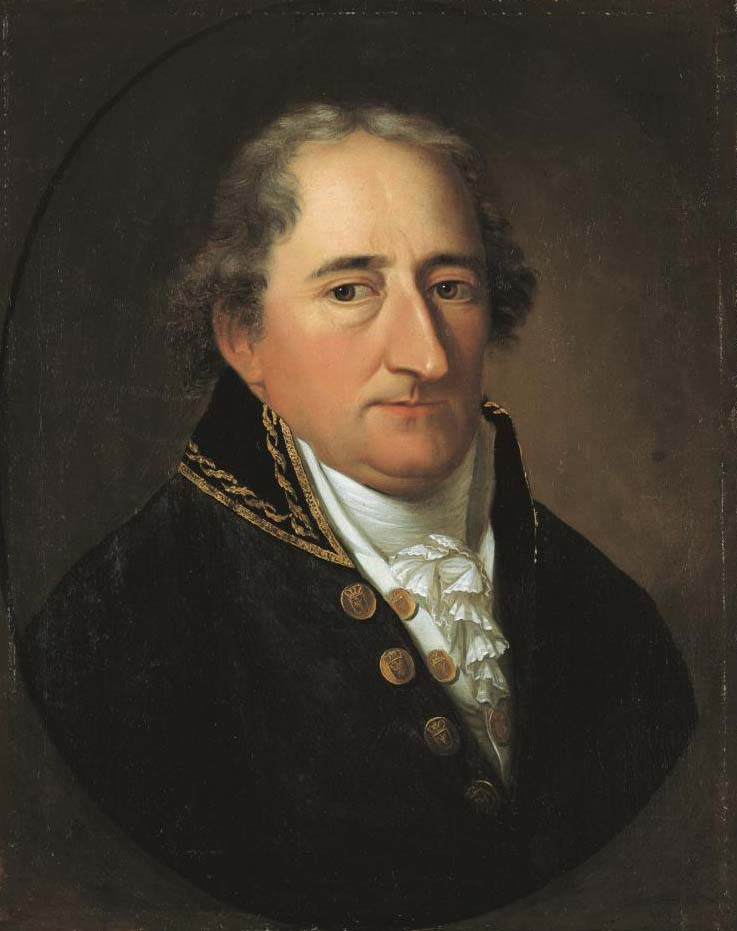
Freiherr vom Stein
Staatskanzler
(Gemälde von Johann Christoph Rincklake)

Nach der vernichtenden Niederlage Preußens gegen die Franzosen in der Schlacht bei Jena und Auerstedt am 14. Oktober 1806, die für Preußen zu großen Gebietsverlusten und erdrückenden Tributzahlungen führte, bedurfte es grundlegender Reformen und Modernisierungen, um wieder in den Kreis der europäischen Großmächte aufzusteigen. Der russisch-französische Friedensschluss, bekannt als Frieden von Tilsit, teilte Osteuropa in ein französisches und ein russisches Einflussgebiet. Preußen wurde zur Mittelmacht marginalisiert. Die Antwort Preußens darauf waren grundlegende Modernisierungen, die alle Bereiche des Staates betrafen und auf den Prinzipien der Aufklärung fußten, die Stein-Hardenbergschen Reformen. Unter Heinrich Friedrich Karl vom und zum Steins Führung als Staatskanzler wurde aus den preußischen Staaten ein einheitlicher preußischer Staat. Auf den Ausbau der Verkehrswege hatte die aus den Reformen resultierende verwaltungsrechtliche Durchdringung des gesamten Landes großen Einfluss.
Bereits aus dem Jahr 1814 stammt die Anweisung für den Bau und die Unterhaltung der Kunststraßen. Diese galt in überarbeiteter Fassung noch bis in die Zeit des Nationalsozialismus. Sie bildete die technische Grundlage für den nachfolgenden Bau aller Chausseen. Die Festlegungen der Breite von 8,80 Meter, beidseitiger Baumreihen und dahinterliegender Abwassergräben prägen auch noch heute das Bild der Bundes- und Landesstraßen. Die Vorgaben für die Meilensteine nach 1814, Obelisken mit Sitzbänken und glockenförmige Steine, gingen auf Entwürfe von Karl Friedrich Schinkel zurück. Der Finanzminister Christian Rother führte 1834 aus Kostengründen die Rundsockelsteine, nach dem Vorbild römischer Meilensteine, ein.
Eine Konzeption von Oberbaurat August Leopold Crelle und General Karl von Grolman aus dem Jahr 1817 zeigte die Vorteile eines Chausseebauprogrammes für Politik, Wirtschaft und Militär auf und bildete die Richtschnur für die künftigen Entwicklungen im Chausseebau.

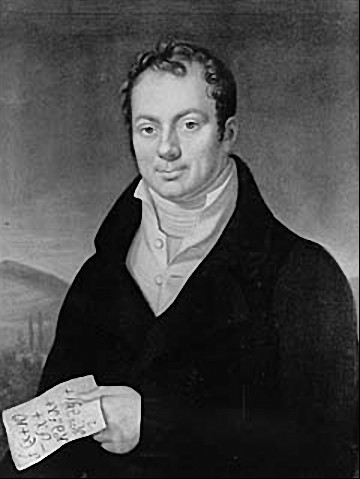
August Leopold Crelle,
Mathematiker und Staatswissenschaftler

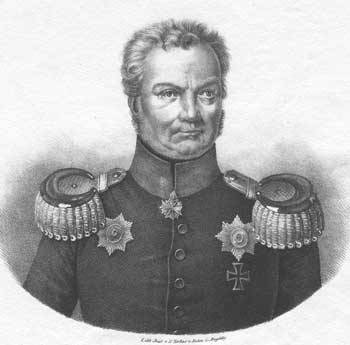
Karl Wilhelm Georg von Grolman,
preußischer General und Reformer

Von Anfang an stellte die Finanzierung eines der größten Problem dar. Die Schwierigkeiten bei der Umsetzung resultierten im Weiteren auch aus der dezentralen Aufgabenverteilung des Bauprogramms. Während die Verwaltung und die Finanzierung bei den preußischen Ministerien lag, war die Bauausführung Aufgabe der Provinzialverwaltungen. Die Zuständigkeit für die Bauausführung in den Städten ging in einem langwierigen Prozess, der bis in die 1870er Jahre dauerte, an die Gemeinden über. Darin und im Mangel an Baumaterial lag es begründet, dass bis 1870 die städtischen Chausseeverläufe weitgehend unbefestigt waren.
In den ersten Jahren nach dem Krieg bis 1836 wurde die Finanzierung über die preußische Staatsbank, die zu dieser Zeit noch „Seehandlungsgesellschaft“ hieß, getätigt. In der Zeit danach wurden verschiedene Chausseebau-Aktiengesellschaften gegründet, die jedoch vom preußischen Staat bezuschusst wurden.
Die Erhebung von Weggeldern war von Anfang an ein Mittel zur Refinanzierung der Baukosten. Die Chausseegeldeinnahme fand an diesen Mautstellen statt, deren wichtigstes Element ein Schlagbaum war, der sich erst nach Zahlung des Wegegeldes öffnete. Für Chausseegeldeinnehmer wurden spezielle Chausseehäuser errichtet, die immer dicht an der Fahrbahn standen und von denen der Einnehmer guten Einblick in die Straße hatte, um ihm seine Aufgabe zu erleichtern. In diesen Chausseehäusern waren auch die Chausseewärter stationiert, die für die Wartung der Straßen zuständig waren. Teilweise stehen diese Chausseehäuser heute noch.
Durch die Gründung des Deutschen Zollvereins fiel die politische Motivation des Chausseebauprogrammes weg. Das fand seinen Niederschlag auch in gekürzter Bereitstellung von Mitteln zur Bezuschussung des Chausseebaus. 1834 übernahm der Präsident der Seehandlungsgesellschaft Christian Rother auch die politische Verantwortung für den Chausseebau. Er senkte die Kosten für die Bauprojekte, indem er die Erbringung von Transportdienstleistungen und die Materialbereitstellung auf die Gemeinden verlagerte.
In Preußen wurden zwischen 1815 und 1845 rund 35 Millionen Taler für den Bau der Staatschausseen ausgegeben. Obwohl es angestrebtes politisches Ziel ab 1835 war, und dazu sogar eine Kabinettsorder gab, gelang es erst ab ca. 1850 das Tempo des Chausseeneubaus zu reduzieren.

## Übergang der Chausseeverwaltung in den Verantwortungsbereich der Provinzen
Mit der Gesetzgebung vom 3. Juli 1875 ging die Aufsicht über die Staatschausseen ab 1876 an die Provinzverwaltungen über. Sogenannte „Landesbauinspektoren“ verantworteten und überwachten den Chausseebau und die Verwaltung der Chausseen in allen preußischen Provinzen.
Im Jahr 1933 erfolgte eine Neufestlegung des Netzes von Reichsstraßen, in dem die preußischen Staatschausseen aufgingen.

## Streckenführung und Nummerierung der preußischen Staatschausseen
- Preußische Staatschaussee Nr. 33 Frankfurt (Oder) nach Leipzig
- Preußische Staatschaussee Nr. 60 Berlin über Halle nach Kassel (Wittenberg – Bitterfeld – Halle, Langenbogen bei Halle – Eisleben – Sangerhausen – Nordhausen – Kassel)
- Preußische Staatschaussee Nr. 62 Jüterbog nach Dresden
- Preußische Staatschaussee Nr. 65 Magdeburg über Halle nach Leipzig (gebaut: 1788–1796)
- Preußische Staatschaussee Nr. 66 Halle nach Weimar
- Preußische Staatschaussee Nr. 68 Leipzig nach Merseburg (gebaut: 1816–1831)
- Preußische Staatschaussee Nr. 69 Leipzig nach Weißenfels
- Preußische Staatschaussee Nr. 73 Naumburg über Zeitz nach Altenburg
- Preußische Staatschaussee Nr. 84 Braunschweig über Wolfenbüttel, Halberstadt, Magdeburg nach Berlin (gebaut: 1786–1794)
- Preußische Staatschaussee Nr. 84b Stendal über Tangermünde nach Fischbeck (gebaut: 1844–1847)
- Preußische Staatschaussee Nr. 85 Pritzwalk über Havelberg nach Genthin (fertiggestellt: 1840)
- Preußische Staatschaussee Nr. 86 Magdeburg über Salzwedel, Uelzen nach Lüneburg
- Preußische Staatschaussee Nr. 86a Magdeburg über Stendal, Osterburg und Seehausen nach Wittenberge
- Preußische Staatschaussee Nr. 86b Salzwedel nach Seehausen fertiggestellt 1854 (Verbindung zwischen 86 und 86a)
- Preußische Staatschaussee Nr. 90 Egeln über Naumburg nach Jena
- Preußische Staatschaussee Nr. 90a Aschersleben – Ermsleben, (fertiggestellt 1842, preußischer Teil der Verbindung von Dessau nach Aschersleben)
- Preußische Staatschaussee Nr. xx Düsseldorf nach Rochlitz (ab 1822: Staatschaussee, Kunststraße Wuppertal – Hagen 1788, Kunststraße Iserlohn – Menden 1817, Streckenabschnitt durch das obere Ruhrtal 1818)
- Preußische Staatschaussee Nr. xx Bremen über Wildeshausen, Cloppenburg, Löningen
- Preußische Staatschaussee Nr. xx Berlin nach Köln
- Preußische Staatschaussee Nr. xx Berlin nach Königsberg
- Preußische Staatschaussee Nr. xx Stettin über Stolp nach Danzig (1828–1835)
- Preußische Staatschaussee Nr. xx Berlin – Charlottenburg (fertiggestellt: 1798) – Hamburg
- Preußische Staatschaussee Nr. xx Berlin – Frankfurt (Oder) über Müncheberg (fertiggestellt: 1803)
- Preußische Staatschaussee Nr. xx Berlin – Kremmen (fertiggestellt: 1803)
- Preußische Staatschaussee Nr. xx Potsdam – Michendorf – Wittenberg – Delitzsch – Leipzig
- Preußische Staatschaussee Nr. xx Potsdam – Brandenburg – Magdeburg
- Preußische Staatschaussee Nr. xx  Berlin – Bad Freienwalde (Oder) (bis Werneuchen) 1806
- Preußische Staatschaussee Nr. xx Küstrin nach Landsberg an der Warthe (1801–1805)